# Puts Marie
Puts Marie ist eine Schweizer Rock-Band aus Biel/Bienne.

## Bandgeschichte
Die Band wurde 2000 als instrumentales Quartett in Biel/Bienne gegründet. 2001 wurde das erste Album Musique chinoise in Eigenproduktion herausgegeben.
Das Quartett wurde zum Trio, als Felippe Zeltner die Band verließ. Igor Stepniewski wechselte vom Saxophon zum E-Bass, und es fand eine musikalische Neuorientierung vom Jazz Rock zum Punk-Rock statt. 2003 wurde das zweite Album Is God a Dog? in Eigenproduktion veröffentlicht. Mit Max Usata als Sänger wurde Puts Marie wieder zum Quartett. Die Band verliess die Schweiz für knapp zwei Jahre, reiste in einem Wohnmobil herum und lebte von der Strassenmusik. Igor Stepniewski wechselte vom E-Bass zum Kontrabass, die Band spielte nunmehr Chansons, Gipsypunk, Swing, Akustikpunk, Strassenpop oder Rap. Die Reise führte durch Frankreich, Spanien, Italien, Schweiz, Deutschland, Belgien, Holland, Dänemark, Polen, Tschechien (Strassentournee „Eurotrip“). In Avignon nahm die Band 2005 ihr drittes Album Le drame du Pastis, das ihre Strassenmusik dokumentierte, auf. Neben eigenen Songs waren darauf auch viele Coverversionen zu hören, u. a. von Tom Waits, Adriano Celentano, The Beatles oder Paolo Conte.
2007 entstand das vierte Album Dandy Riot bei Hazelwood Records in Frankfurt. Für die Aufnahmen stiess Beni06 mit seiner Farfisa zur Band, und das Instrument gehört seither zum Puts Marieschen Sound. Die Musik auf dem Album wurde wieder poppiger und rockiger, der akustische Klang blieb aber vorerst noch bestehen.
2009 trat die Band erstmals außerhalb von Europa, in Mexiko-Stadt auf. Dabei entstand die Maxi-CD After the Hangman Comes the Surgeon. Der Sound war nunmehr nicht mehr akustisch, Igor Stepniewski wechselte vom Kontrabass zurück zum E-Bass. Danach wanderte Max Usata nach New York aus, Sirup Gagavil gründete das Aufnahmestudio Yagwud Recordings in Biel-Bienne, Nick Porsche brachte sein erstes Soloalbum raus, Beni06 gründete eine Familie, und Igor Stepniewski blieb vorerst in Mexiko-Stadt. In dieser Zeit entstand das Projekt mit Annamateur, Puts Marie und Annamateur = Putsmateur und war eine Mischung aus Theater, Comedy, Musical und Pop.
2013 kehrten Max Usata aus New York und Igor Stepniewski aus Mexiko-Stadt zurück, und die Band nahm ihre dritte EP Masoch auf, die 2013 bei Two Gentlemen Records in Lausanne veröffentlicht wurde.
2014 folgte die vierte EP Masoch II. Die beiden EPs Masoch I und Masoch II wurden 2015 auf ihrem fünften Album Masoch I-II vereint und bei Two Gentlemen Records in Lausanne sowie bei Yotanka records in Nantes veröffentlicht. Das Album wurde von Indie Suisse als Album of the year 2016 ausgezeichnet. Die Band erhielt unter anderem ebenfalls den Kulturpreis der Stadt Biel-Bienne sowie den Anerkennungspreis des Kantons Bern.
Nach der Veröffentlichung des siebten Albums Catching Bad Temper (Two Gentlemen recordings - Lausanne, Yotanka records - Nantes, Haldern Pop recordings - Haldern) ging Puts Marie 2018 und 2019 auf Tournee durch Frankreich, Südafrika, Eswatini, La Réunion, Deutschland, Belgien und die Schweiz.
Die Musik wurde mittlerweile härter, Rap-lastiger und mit freier Improvisation gemischt. 2019 hörte Nick Porsche als Schlagzeuger bei der Band auf und Tobi Schramm stiess zur Band.

## Auszeichnungen
- 2014: Kulturpreis der Stadt Biel
- 2014: Anerkennungspreis des Kantons Bern
- 2016: Masoch I-II, Album of the year - Indie Suisse
- 2018: Catalan heat, Best Swiss Music Video

## Diskographie

### Studioalben
- 2001: Musique Chinoise (Eigenproduktion)
- 2003: Is God a Dog? (Eigenproduktion)
- 2005: Le drame du Pastis (Eigenproduktion)
- 2007: Dandy Riot (Hazelwood Records / Indigo)
- 2009: After the Hangman Comes the Surgeon (Hazelwood Records)
- 2013: Masoch I-II (Two Gentlemen Records, Yotanka Records)
- 2018: Catching Bad Temper (Two Gentlemen Records, Yotanka Records - France, Haldern Pop Records - Deutschland)
- 2022: Musique improvisée (Plattfon)

### Singles
- 2013: Pornstar
- 2013: Masoch (10")
- 2015: Masoch II
- 2018: Catalan Heat
- 2019: Kiss Them Goodnight / A Boy Called Monkey

## Mister Milano
Als Max Usata in Brooklyn lebte, studierte er Schauspiel am Lee Strasberg Theatre and Film Institute und gründete mit Igor Stepniewski und Lou Caramella das Side-Project „Mister Milano“. Usata singt italienisch zu 1980er Elektropop. 2017 erschien das Album Mister Milano mit sieben Titeln.